# وولوسوفو
شهر وولوسوفو (به روسی: Волосово) در کشور روسیه و در اوبلاست لنینگراد واقع شده‌است.